# SKA Arena
SKA Arena (russisk: СКА Арена) er en multifunktionsarena beliggende i Sankt Petersborg, Rusland. Arenaen er hjemmebane for ishockeyklubben SKA Sankt Petersborg og anvendes desuden også til koncerter o.lign. SKA Arena blev opført i perioden 2020-23 på samme sted som det nu nedrevne SKK Peterburgskij.
Arenaen skulle have været vært for VM i ishockey 2023, men mesterskabet blev flyttet til Finland og Letland efter Ruslands invasion af Ukraine i 2022. Den 9. og 10. december var arenaen vært for KHL's all star-kamp
Den 11. februar 2024 spillede SKA Sankt Petersborg sin første officielle kamp i SKA Arena, hvor 21.481 tilskuere overværede KHL-kampen mod HK Sotji.
SKA Arena blev beskadiget af en brand, der brød ud den 9. juni 2024. På grund af skaderne spillede SKA Sankt Petersborg sine første kampe i KHL-sæsonen 2024-25 i Sankt Petersborg Ispalads men vendte tilbage til SKA Arena i december 2024.
Som følge af udfordringer med offentlig transport for tilskuere til SKA Arena, der skyldtes, at den nærmeste metrostation, Park Pobedy, var lukket pga. renovering, valgte SKA at flytte sin hjemmebane tilbage til Sankt Petersborg Ispalads, hvor holdet spillede indtil 2023 og i en del af den foregående sæson.
Den ledige plads i SKA Arena blev overtaget af Kunlun Red Star, der flyttede sin hjemmebane fra Arena Mytisjtji i Moskva-forstaden Mytisjtji til den nye arena i Sankt Petersborg.